# Aporia howarthi
Aporia howarthi is een vlindersoort uit de familie van de Pieridae (witjes), onderfamilie Pierinae.
Aporia howarthi werd in 1961 beschreven door Bernardi.